# Alfred Laliberté
Ne doit pas être confondu avec Alfred La Liberté.
Pour les articles homonymes, voir Laliberté.
Alfred Laliberté (Sainte-Élizabeth-de-Warwick dans le canton d'Arthabaska, Québec, Canada, 19 mai 1877 – Montréal, Québec, 13 janvier 1953) est un sculpteur québécois.

## Biographie
Alfred Laliberté est né en 1877 contrairement à la date indiquée sur le socle de son monument funéraire,,,,. Baptisé Joseph Alphonse, il est le fils du cultivateur Joseph Laliberté et de Marie Richard,. Il apprend tôt les métiers agricoles, et il s'initie à la sculpture à l'âge de quinze ans. Sur les recommandations du très honorable Sir Wilfrid Laurier, son père lui permet de partir étudier au Conseil des arts et manufactures (CAM) de Montréal à l'âge de dix-huit ans. Il remporte son premier prix à l'Exposition provinciale de la Ville de Québec à l'âge de vingt ans grâce à une statue grandeur nature de Wilfrid Laurier.
En 1902, à l'âge de 23 ans, il part étudier à l'École des beaux-arts de Paris, où il se lie d'amitié avec son compatriote le peintre Marc-Aurèle de Foy Suzor-Côté. De retour au Canada, ses œuvres montrent, en 1907, l'influence du sculpteur Auguste Rodin.
Laliberté devient professeur à l'École des beaux-arts de Montréal en 1922. Auteur de plus de 900 sculptures en bronze, marbre, bois et plâtre, il privilégie les figures nationales comme Louis Hébert, Les Patriotes, le curé Labelle ou Dollard des Ormeaux. Son œuvre comporte également plusieurs centaines de peintures.
Entre 1928 et 1932, il sculpte 215 petits bronzes qui illustrent légendes, coutumes et activités rurales d'antan présentant ainsi l'histoire des pionniers du Canada. Le 22 juin 1940, à Montréal, il épouse Jeanne Lavallée, fille de François-Uldéric Lavallée et de Marie-Zélie Côté,. Il meurt à Montréal en 1953 à l'âge de 74 ans. Laliberté est enterré au cimetière Notre-Dame-des-Neiges. Il est représenté à la Galerie L'Art français.
Au fil de sa vie, Laliberté écrit trois manuscrits: Mes mémoires, Réflexions sur l'art et l'artiste et Les artistes de mon temps. Étant donné son niveau d'étude, c'est sa femme qui recopie une partie de son œuvre. En 1978, ces trois manuscrits sont publiés sous le titre Mes souvenirs.
Le fonds d'archives d'Alfred Laliberté est conservé au centre d'archives de Montréal de Bibliothèque et Archives nationales du Québec.

## Hommages
- Une rue de la ville de Québec (Ville) et également de la Ville de Montréal (Ahuntsic-Cartierville) ont été nommées en son honneur.

## Œuvres
- Lasalle, entre 1902 et 1907, bronze, 53,8 x 26,4 x 27,2 cm, Musée national des beaux-arts du Québec, Québec[11].
- Jeunes Indiens chassant, 1904-1905, bronze, 38,2 x 33,2 x 24,9 cm, Musée national des beaux-arts du Québec, Québec[12].
- Le Vaisseau d'Or, 1910-1911, bronze doré, 21,5 x 50,9 x 35,6 cm, Musée national des beaux-arts du Québec, Québec[13].
- La Peine, 1925, plâtre patiné, 108 x 56 x 46 cm, Musée national des beaux-arts du Québec, Québec[14].
- Le Fardeau, vers 1925, plâtre patiné, 114 x 57 x 72 cm, Musée national des beaux-arts du Québec, Québec[15].
- La Poésie, 1925?, bronze, 22 x 29,9 x 18,5 cm, Musée national des beaux-arts du Québec, Québec[16].
- Terre mourante, 1926?, marbre, 40 x 43,5 x 25,3 cm, Musée national des beaux-arts du Québec, Québec[17].
- Muses, 1926-1927, plâtre recouvert d'enduit, 191 x 276 x 105 cm, Musée national des beaux-arts du Québec, Québec[18]. Monument à la Place D'Youville dans la ville de Québec.
- La Chasse-galerie, de la série « Métiers, coutumes et légendes d'autrefois », entre 1927 et 1931, bronze, 39,6 x 59,7 x 23,5 cm, Musée national des beaux-arts du Québec, Québec[19].
- Le Violoneux, entre 1928 et 1932, plâtre, 30 x 23,3 x 24 cm, Musée national des beaux-arts du Québec, Québec[20].
- Autoportrait, entre 1928 et 1935, plâtre patiné, 39,2 x 11,8 x 15,7 cm, Musée national des beaux-arts du Québec, Québec[21].
- Monument Louis-Hébert, 1918, présent au Parc Montmorency dans la ville de Québec.

### Galerie
|  |  |  |

## Collection
- Art Gallery of Hamilton[22]
- Musée national des beaux-arts du Québec[23]
- Musée des beaux-arts de Montréal[24]A
- Musée des beaux-arts de Sherbooke
- Musée Laurier
- Musée d'art de Joliette[25]